# Michał Szewczyk (piłkarz)
Michał Szewczyk (ur. 17 października 1992 w Chorzowie) – polski piłkarz grający na pozycji skrzydłowego lub napastnika w Sole Oświęcim.

## Kariera klubowa
Po okresie gry w juniorskich drużynach klubów: Astra Spytkowice, Skawa Wadowice oraz Zatorzanka Zator, Szewczyk przeniósł się latem 2010 roku do Wisły Kraków. W Ekstraklasie w barwach Wisły zadebiutował 31 sierpnia 2012 roku, w spotkaniu z Polonią Warszawa. W 2014 roku został piłkarzem Ruchu Chorzów, w którym wystąpił ośmiokrotnie podczas półtora sezonu. 29 lutego 2016 roku po rozwiązaniu kontraktu z Ruchem został zawodnikiem MKS Kluczbork

## Kariera reprezentacyjna
14 grudnia 2012 roku Szewczyk zadebiutował w reprezentacji Polski U-21, w towarzyskim meczu z Bośnią i Hercegowiną.

## Życie prywatne
Michał Szewczyk jest synem reprezentanta Polski w piłce nożnej, Mieczysława Szewczyka.